# Centro de Estudos Afro-Orientais
O Centro de Estudos Afro-Orientais (CEAO) é um órgão suplementar da Faculdade de Filosofia e Ciências Humanas da Universidade Federal da Bahia que foi criado em 1959. Possui uma revista de publicação científica de nome Revista Afro-Ásia. 
Ele é composto por:
- Biblioteca do CEAO;
- Museu Afro-Brasileiro;
- Livraria Afro-Oriental, gerida pela Editora da UFBA;
- Auditório Agostinho Silva;
- Núcleo Administrativo, de Pesquisa e de Extensão.

Uma de suas pesquisas foi tema da notícia Inseticida de Angola no combate a dengue.